# Kunić
 Kunić  falu Horvátországban, Károlyváros megyében. Közigazgatásilag Plaškihoz tartozik.

## Fekvése
Károlyvárostól 47 km-re délnyugatra, Ogulintól 19 km-re délkeletre, községközpontjától 6 km-re északnyugatra a Plaški-mezőn fekszik.

## Története
A 17. században betelepülő szerbek által alapított falu. 1857-ben 572, 1910-ben 618 lakosa volt. Trianonig Modrus-Fiume vármegye Ogulini járásához tartozott. A délszláv háború idején 1991 és 1995 között a Krajinai Szerb Köztársasághoz tartozott. A Vihar hadművelet során szerb lakosságának nagy része elmenekült, de szerb többségét máig megőrizte. 2011-ben a falunak 31 lakosa volt.

## Lakosság
| Lakosság változása | Lakosság változása | Lakosság változása | Lakosság változása | Lakosság változása | Lakosság változása | Lakosság változása | Lakosság változása | Lakosság változása | Lakosság változása | Lakosság változása | Lakosság változása | Lakosság változása | Lakosság változása | Lakosság változása | Lakosság változása |
| ------------------ | ------------------ | ------------------ | ------------------ | ------------------ | ------------------ | ------------------ | ------------------ | ------------------ | ------------------ | ------------------ | ------------------ | ------------------ | ------------------ | ------------------ | ------------------ |
| 1857               | 1869               | 1880               | 1890               | 1900               | 1910               | 1921               | 1931               | 1948               | 1953               | 1961               | 1971               | 1981               | 1991               | 2001               | 2011               |
| 572                | 573                | 660                | 653                | 641                | 618                | 511                | 557                | 334                | 318                | 268                | 178                | 118                | 89                 | 35                 | 31                 |